# Condado de Amelia
El condado de Amelia (en inglés: Amelia County) es un condado en el estado estadounidense de Virginia. En el censo de 2000 el condado tenía una población de 11.400 habitantes. La sede de condado es Amelia Courthouse.

## Historia
El condado fue fundado en 1735 a partir de porciones de los condados de Prince George y Brunswick. Fue nombrado en honor a la princesa Amelia de Gran Bretaña, la hija de Jorge II de Gran Bretaña. Durante la Guerra de Secesión, el general Robert E. Lee y su ejército permanecieron en Amelia Courthouse el 4 y 5 de abril de 1865, antes de rendirse ante el general Ulysses S. Grant en Appomattox. 

## Geografía
Según la Oficina del Censo, el condado tiene un área total de 929 km² (359 sq mi), de la cual 924 km² (357 sq mi) es tierra y 5 km² (2 sq mi) (0,49%) es agua.

### Condados adyacentes
- Condado de Powhatan (norte)
- Condado de Chesterfield (noreste)
- Condado de Dinwiddie (sureste)
- Condado de Nottoway (sur)
- Condado de Prince Edward (suroeste)
- Condado de Cumberland (oeste)

## Demografía
En el  censo de 2000, hubo 11.400 personas, 4.240 hogares y 3.175 familias residiendo en el condado. La densidad poblacional era de 32 personas por milla cuadrada (12/km²). En el 2000 había 4.609 unidades unifamiliares en una densidad de 13 por milla cuadrada (5/km²). La demografía del condado era de 70,57% blancos, 28,05% afroamericanos, 0,28% amerindios, 0,17% asiáticos, 0,02% isleños del Pacífico, 0,25% de otras razas y 0,67% de dos o más razas. 0,80% de la población era de origen hispano o latino de cualquier raza. 
La renta promedio para un hogar del condado era de $40.252 y el ingreso promedio para una familia era de $47.157. En 2000 los hombres tenían un ingreso medio de $32.315 versus $23.102 para las mujeres. La renta per cápita para el condado era de $18.858 y el 6,70% de la población estaba bajo el umbral de pobreza nacional.

## Ciudades y pueblos
- Amelia Courthouse
- Winterham